# Triclistus talitzkii
Triclistus talitzkii là một loài tò vò trong họ Ichneumonidae.